# Lista planetelor minore: 295001–296000
Aceasta este lista planetelor minore cu numerele 295001–296000.

## 295001–295100
| Denumire | Denumire provizorie | Data descoperirii | Locul descoperirii | Descoperitor(i)        |
| -------- | ------------------- | ----------------- | ------------------ | ---------------------- |
| 295001 – | 2008 EM39           | 4 martie 2008     | Catalina           | CSS                    |
| 295003 – | 2008 EA42           | 4 martie 2008     | Kitt Peak          | Spacewatch             |
| 295005 – | 2008 ET42           | 4 martie 2008     | Mount Lemmon       | Mount Lemmon Survey    |
| 295033 – | 2008 EU81           | 2 martie 2008     | Socorro            | LINEAR                 |
| 295035 – | 2008 EU83           | 12 martie 2008    | Wrightwood         | J. W. Young            |
| 295097 – | 2008 EY159          | 3 martie 2008     | Purple Mountain    | PMO NEO Survey Program |

## 295101–295200
| Denumire | Denumire provizorie | Data descoperirii | Locul descoperirii | Descoperitor(i) |
| -------- | ------------------- | ----------------- | ------------------ | --------------- |
| 295113 – | 2008 FL5            | 26 martie 2008    | Mayhill            | W. G. Dillon    |
| 295114 – | 2008 FD6            | 28 martie 2008    | Jarnac             | Jarnac          |
| 295130 – | 2008 FF28           | 27 martie 2008    | Lulin Observatory  | LUSS            |

## 295201–295300
| Denumire          | Denumire provizorie | Data descoperirii | Locul descoperirii | Descoperitor(i) |
| ----------------- | ------------------- | ----------------- | ------------------ | --------------- |
| 295221 –          | 2008 GM             | 2 aprilie 2008    | La Sagra           | OAM             |
| 295239 –          | 2008 GJ21           | 11 aprilie 2008   | Desert Eagle       | W. K. Y. Yeung  |
| 295299 Nannidiana | 2008 GZ111          | 15 aprilie 2008   | Charleston         | R. Holmes       |

## 295301–295400
| Denumire | Denumire provizorie | Data descoperirii | Locul descoperirii | Descoperitor(i) |
| -------- | ------------------- | ----------------- | ------------------ | --------------- |
| 295329 – | 2008 HG2            | 24 aprilie 2008   | Andrushivka        | Andrushivka     |
| 295385 – | 2008 JB3            | 2 mai 2008        | Bergisch Gladbach  | W. Bickel       |

## 295401–295500
| Denumire | Denumire provizorie | Data descoperirii | Locul descoperirii   | Descoperitor(i)       |
| -------- | ------------------- | ----------------- | -------------------- | --------------------- |
| 295406 – | 2008 JL20           | 9 mai 2008        | Siding Spring        | SSS                   |
| 295407 – | 2008 JT20           | 9 mai 2008        | Grove Creek          | F. Tozzi              |
| 295444 – | 2008 MN             | 24 iunie 2008     | Skylive              | F. Tozzi              |
| 295462 – | 2008 PS14           | 10 august 2008    | Dauban               | F. Kugel              |
| 295467 – | 2008 QH3            | 25 august 2008    | Sandlot              | G. Hug                |
| 295469 – | 2008 QU7            | 26 august 2008    | Hibiscus             | S. F. Hönig, N. Teamo |
| 295471 – | 2008 QM11           | 27 august 2008    | Vallemare di Borbona | V. S. Casulli         |
| 295472 – | 2008 QJ14           | 26 august 2008    | Pises                | Pises                 |
| 295474 – | 2008 QB18           | 28 august 2008    | Vicques              | M. Ory                |
| 295475 – | 2008 QM18           | 28 august 2008    | Pla D'Arguines       | R. Ferrando           |
| 295476 – | 2008 QN23           | 29 august 2008    | Taunus               | E. Schwab, R. Kling   |

## 295501–295600
| Denumire        | Denumire provizorie | Data descoperirii  | Locul descoperirii | Descoperitor(i)     |
| --------------- | ------------------- | ------------------ | ------------------ | ------------------- |
| 295541 –        | 2008 SK1            | 22 septembrie 2008 | Sierra Stars       | F. Tozzi            |
| 295544 –        | 2008 SK7            | 22 septembrie 2008 | Goodricke-Pigott   | R. A. Tucker        |
| 295565 Hannover | 2008 SL83           | 27 septembrie 2008 | Taunus             | S. Karge, E. Schwab |
| 295566 –        | 2008 ST83           | 28 septembrie 2008 | Altschwendt        | W. Ries             |

## 295701–295800
| Denumire | Denumire provizorie | Data descoperirii  | Locul descoperirii | Descoperitor(i) |
| -------- | ------------------- | ------------------ | ------------------ | --------------- |
| 295742 – | 2008 UF95           | 25 octombrie 2008  | Wildberg           | R. Apitzsch     |
| 295746 – | 2008 UN100          | 30 octombrie 2008  | Cordell-Lorenz     | D. T. Durig     |
| 295790 – | 2008 UP255          | 6 septembrie 2004* | Ottmarsheim        | C. Rinner       |

## 295801–295900
| Denumire | Denumire provizorie | Data descoperirii | Locul descoperirii | Descoperitor(i) |
| -------- | ------------------- | ----------------- | ------------------ | --------------- |
| 295834 – | 2008 VC1            | 1 noiembrie 2008  | Kitami             | K. Endate       |

## 295901–296000
| Denumire | Denumire provizorie | Data descoperirii  | Locul descoperirii | Descoperitor(i)        |
| -------- | ------------------- | ------------------ | ------------------ | ---------------------- |
| 295906 – | 2008 WB94           | 24 noiembrie 2008  | Sierra Stars       | W. G. Dillon, D. Wells |
| 295908 – | 2008 WN96           | 30 noiembrie 2008  | Plana              | F. Fratev              |
| 295929 – | 2008 XF2            | 1 decembrie 2008   | Bisei SG Center    | BATTeRS                |
| 295934 – | 2008 XY6            | 7 decembrie 2008   | Marly              | P. Kocher              |
| 295935 – | 2008 XD7            | 15 decembrie 2008  | Weihai             | Shandong               |
| 295940 – | 2008 XF17           | 17 octombrie 2003* | Apache Point       | SDSS                   |
| 295956 – | 2008 YV2            | 22 decembrie 2008  | Mayhill            | A. Lowe                |
| 295957 – | 2008 YB4            | 22 decembrie 2008  | Calar Alto         | F. Hormuth             |
| 295970 – | 2008 YR28           | 28 decembrie 2008  | Piszkéstető        | K. Sárneczky           |